# Carticasi
 (janvier 2015).
 (janvier 2015).
Carticasi est une commune française située dans la circonscription départementale de la Haute-Corse et faisant partie de la collectivité territoriale unique de Corse. Le village appartient à la piève de Vallerustie, dans la région de la Castagniccia.

## Toponymie
En langue corse, la commune se prononce [kærtiˈgaːzi]. Ses habitants sont les Carticasinchi.

## Géographie

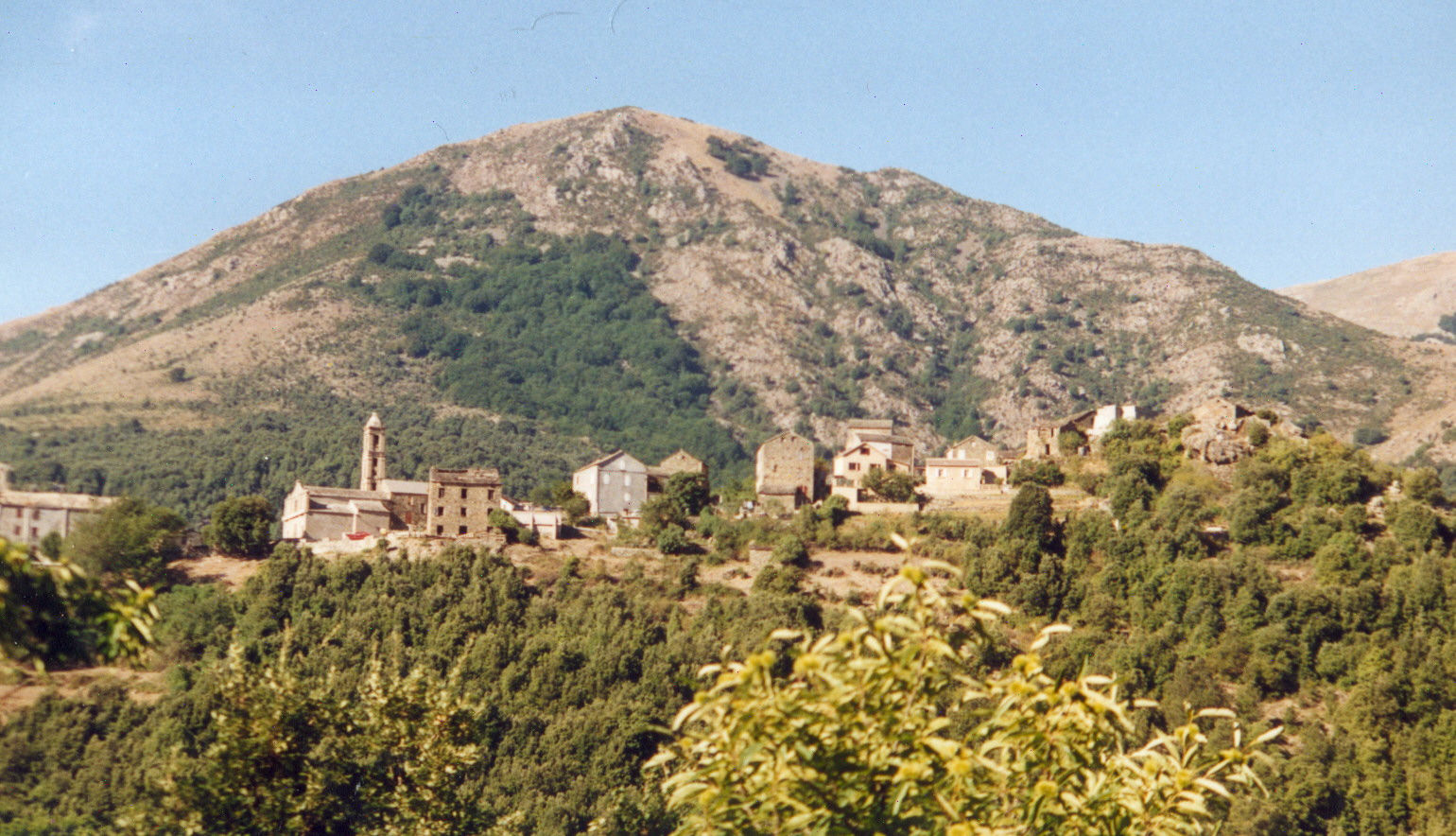
Carticasi et San Cervone. La pointe visible correspond exactement à l'emplacement du vieux sanctuaire.

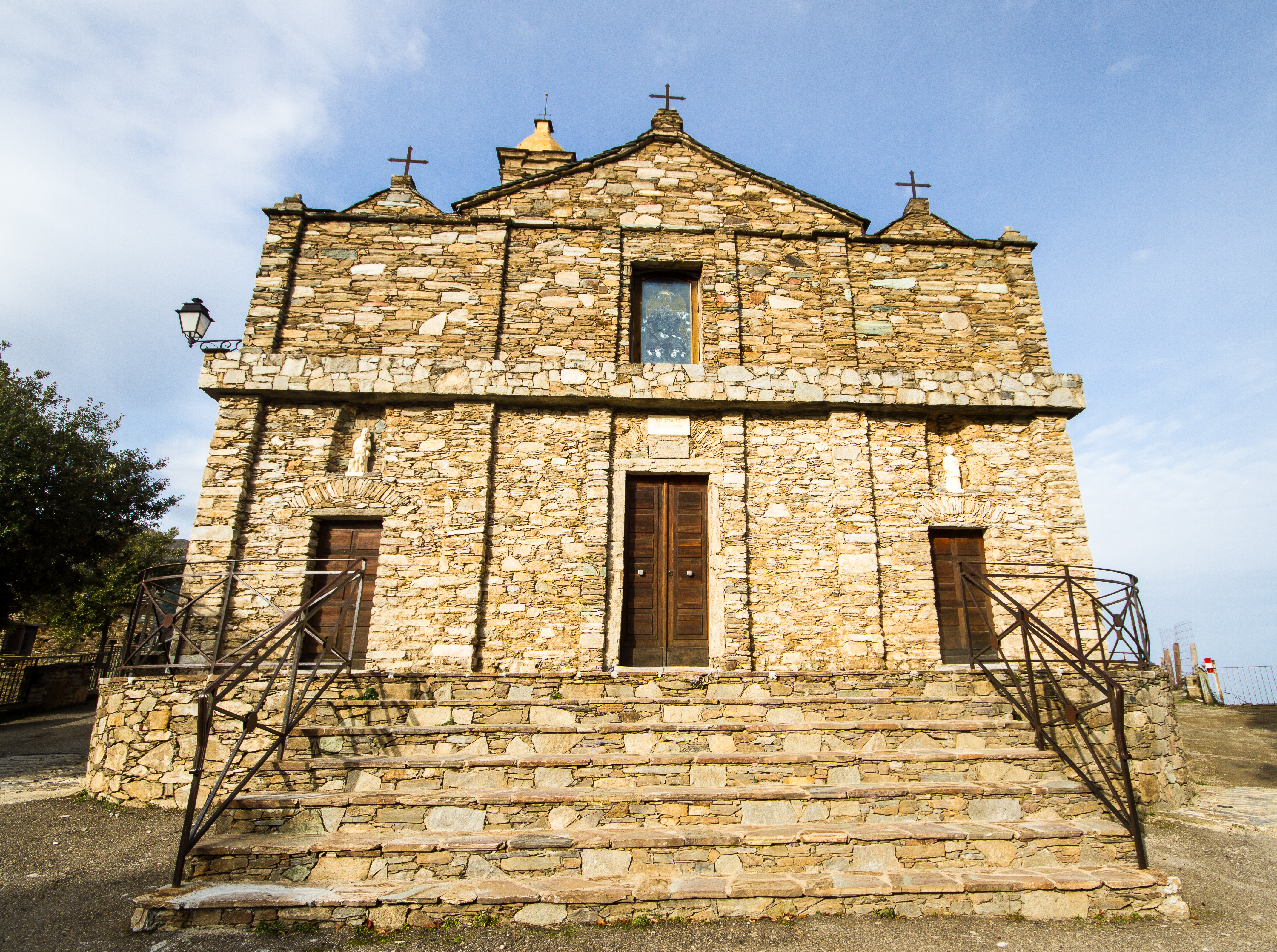
Vue de l'église paroissiale du village.

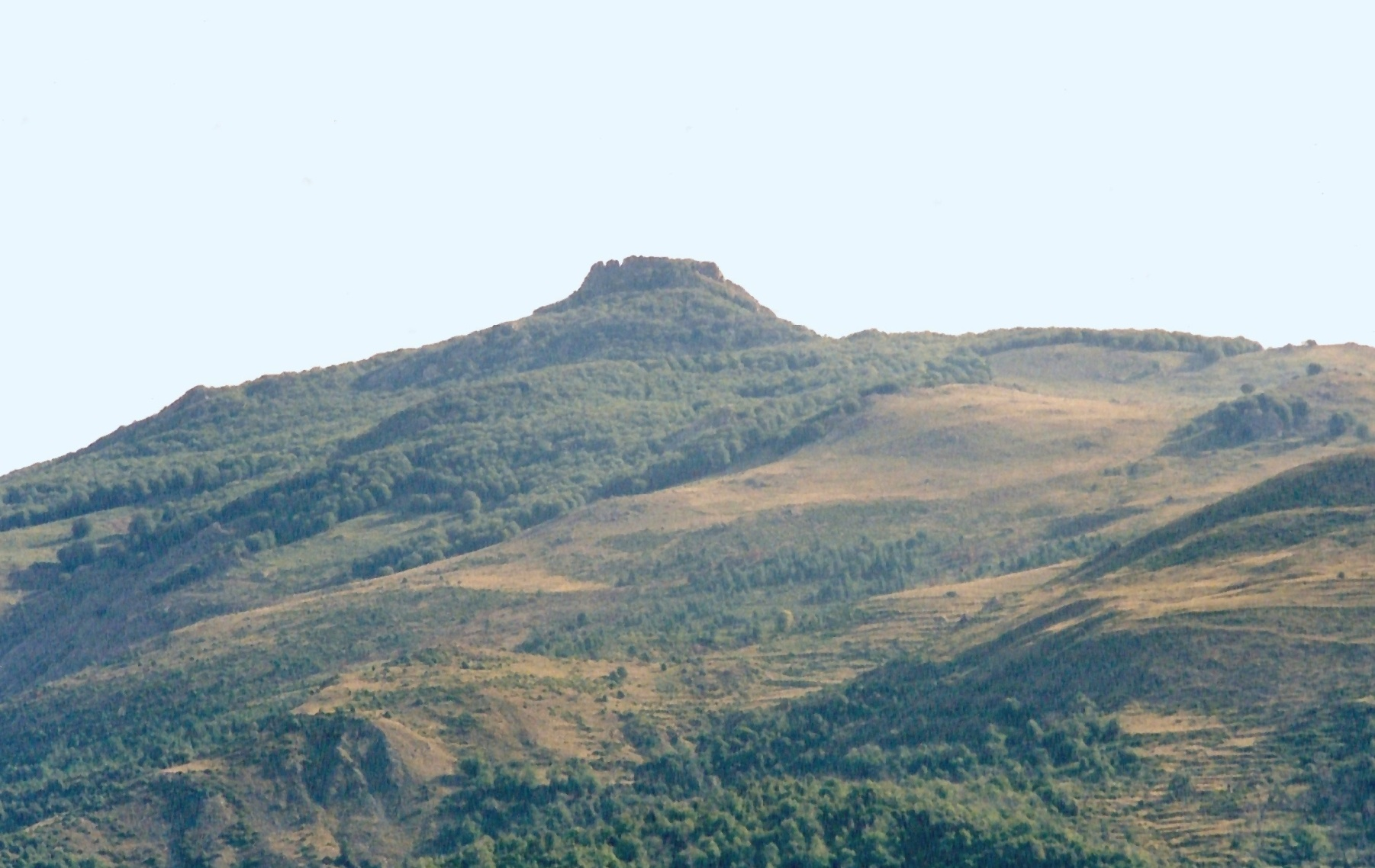
San Petrone vu de Carticasi.

Positionné au sommet de son oppidum préhistorique, nommé A Cima, Carticasi offre un panorama dominant toutes les vallées de la pieve des Vallerustie. Comme un observatoire, il constituait autrefois le point final d'une route qui serpentait à travers la vallée de la rivière Casaluna. Entouré de montagnes, le village offre par temps clair une vue étendue jusqu'à la mer, embrassant la Balagna. De Carticasi, on peut également contempler San Petrone (autrefois appelé Monte Nicegnu), présentant sa forme tabulaire caractéristique, qui se dévoile dans toute sa simplicité à l'instar d'une vue en haute mer (voir photo 3 ci-contre).

## Urbanisme

### Typologie
Au 1er janvier 2024, Carticasi est catégorisée commune rurale à habitat très dispersé, selon la nouvelle grille communale de densité à sept niveaux définie par l'Insee en 2022.
Elle est située hors unité urbaine. Par ailleurs la commune fait partie de l'aire d'attraction de Bastia, dont elle est une commune de la couronne,. Cette aire, qui regroupe 93 communes, est catégorisée dans les aires de 50 000 à moins de 200 000 habitants,.

### Occupation des sols
L'occupation des sols de la commune, telle qu'elle ressort de la base de données européenne d’occupation biophysique des sols Corine Land Cover (CLC), est caractérisée par une prédominance des forêts et des milieux semi-naturels, atteignant 100 % en 2018, proportion similaire à celle de 1990 (100 %). La répartition détaillée en 2018 se présente comme suit : forêts (76,9 %), milieux à végétation arbustive et/ou herbacée (19 %), espaces ouverts, sans ou avec peu de végétation (4,1 %). L'évolution de l’occupation des sols de la commune ainsi que de ses infrastructures peut être observée à travers différentes représentations cartographiques du territoire telles que la carte de Cassini (XVIIIe siècle), la carte d'état-major (1820-1866) et les cartes ou photos aériennes de l'IGN pour la période actuelle (1950 à aujourd'hui).

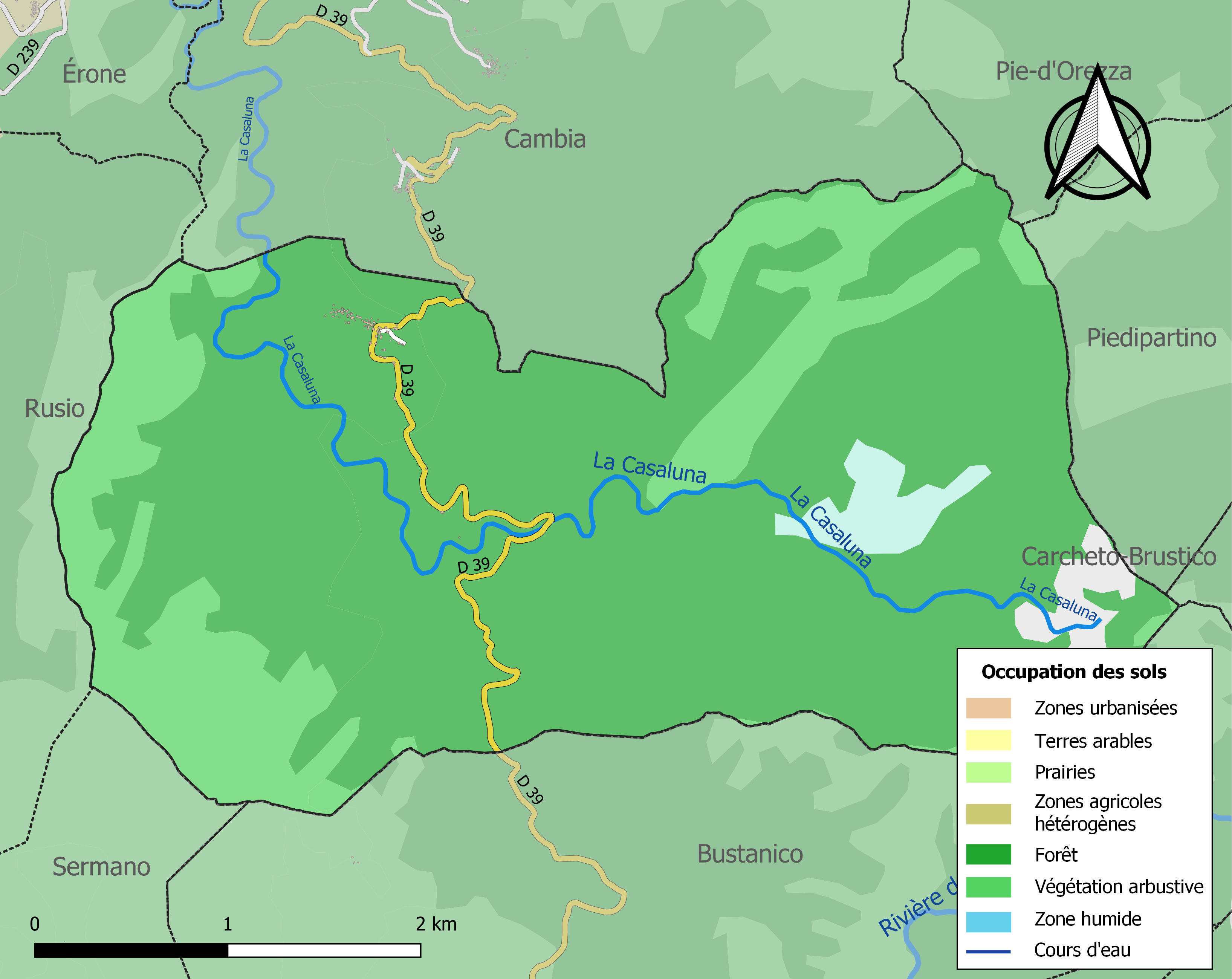
Carte des infrastructures et de l'occupation des sols de la commune en 2018 (CLC).

## Histoire
Cf. vestiges préhistoriques.

## Lieux, monuments, patrimoine

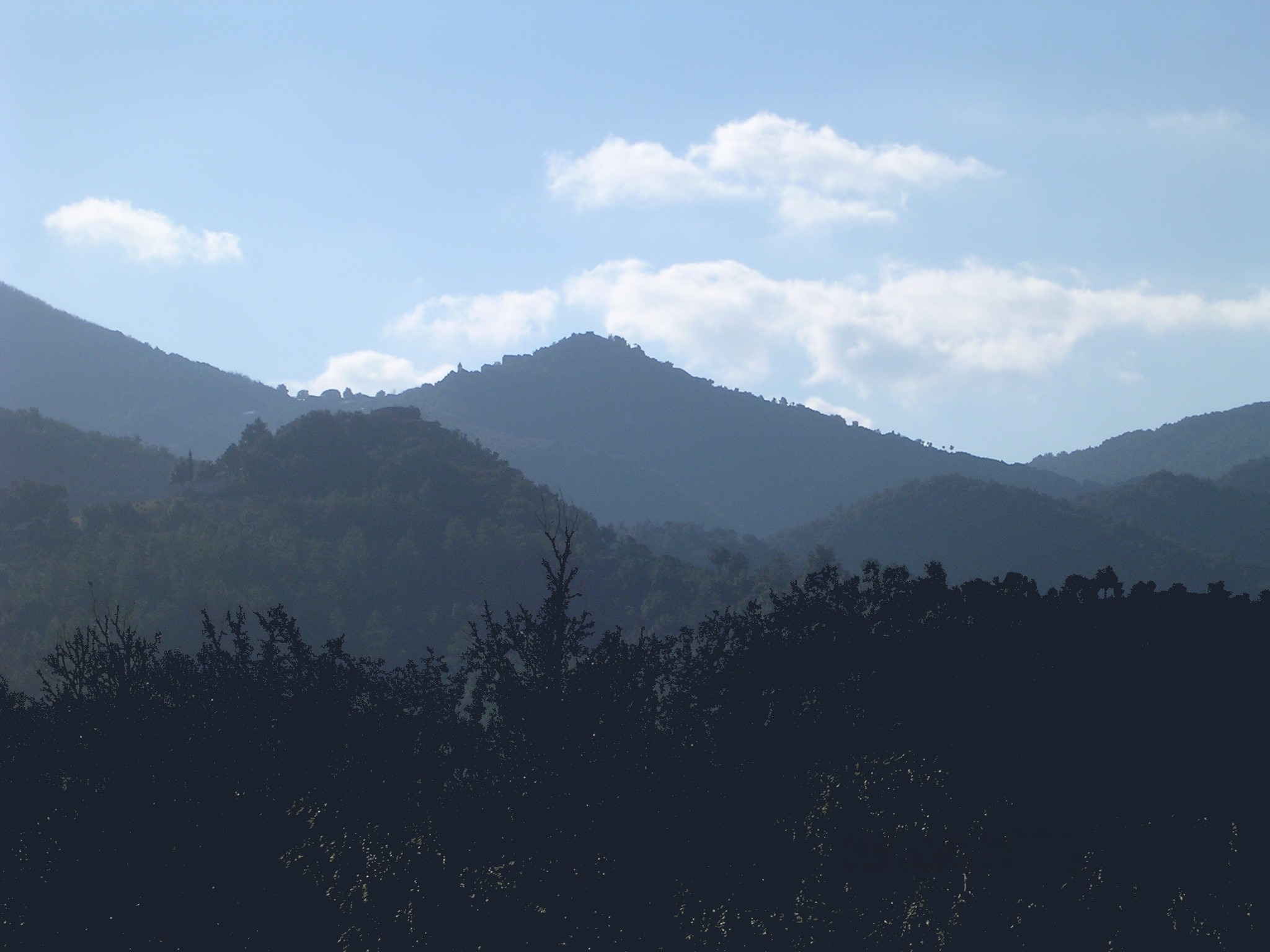
4. Oppidum de Carticasi, nid d'aigle dans les nuages.

- Oppidum A Cima (prononciation /dʒi: ma/ , comme "adjiii-ma"))

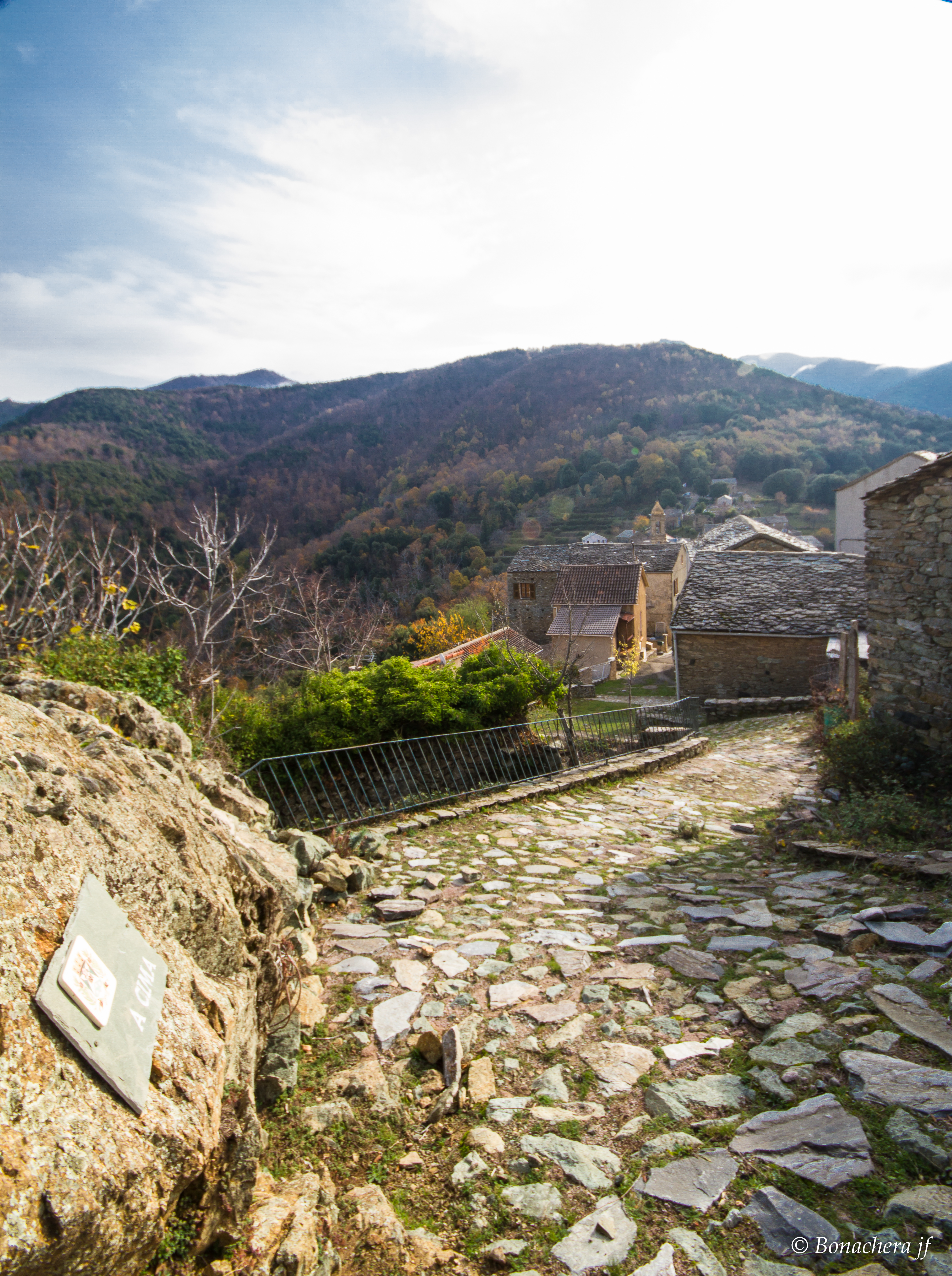
le village depuis l'oppidum di a cima.

Malgré une occupation continue pendant des millénaires de ce qui peut être décrit comme un palimpseste (pour emprunter une expression de François de Lanfranchi), la plate-forme sommitale aménagée ainsi que quelques vestiges cyclopéens ont été préservés. Les pentes étaient parsemées de mobilier lithique et céramique.
- Capella San Stefanu

Situé au lieu-dit Aghja Curtinca.
Les analyses de Geneviève Moracchini-Mazel ont révélé que les pierres les plus anciennes de cet endroit sont du même type que celles utilisées pour la construction de la cathédrale de San Petruculu d’Accia (Quercitellu) datant de l’an 596.
- A Casaccia

Ce terrain considéré comme 'sacré' (connu localement sous le nom de campu riservatu ou campu santu en langue corse) est situé à proximité de l’ancienne église Santa Maria, désormais en ruines. Ce toponyme évoque l'idée d'un ancien monastère ou prieuré bénédictin, identifié par les termes corses casaccia ou abbadia, renforçant ainsi l'hypothèse d'une datation remontant à la même période grégorienne (Saint Grégoire 1er), avancée par G. Moracchini-Mazel, pour San Stefanu.
En plus du mobilier céramique couvrant différentes époques, A Casaccia (jardin cultivé) a fourni en abondance du mobilier lithique (haches, fusaïoles, molettes, percutoirs, pointes de flèches), confirmant la longévité et l'ancienneté de l'occupation du site.

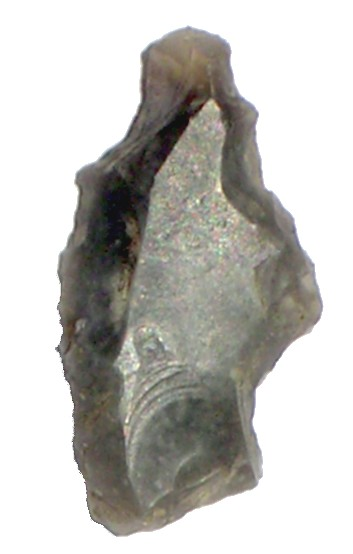
pointe de flèche Casaccia

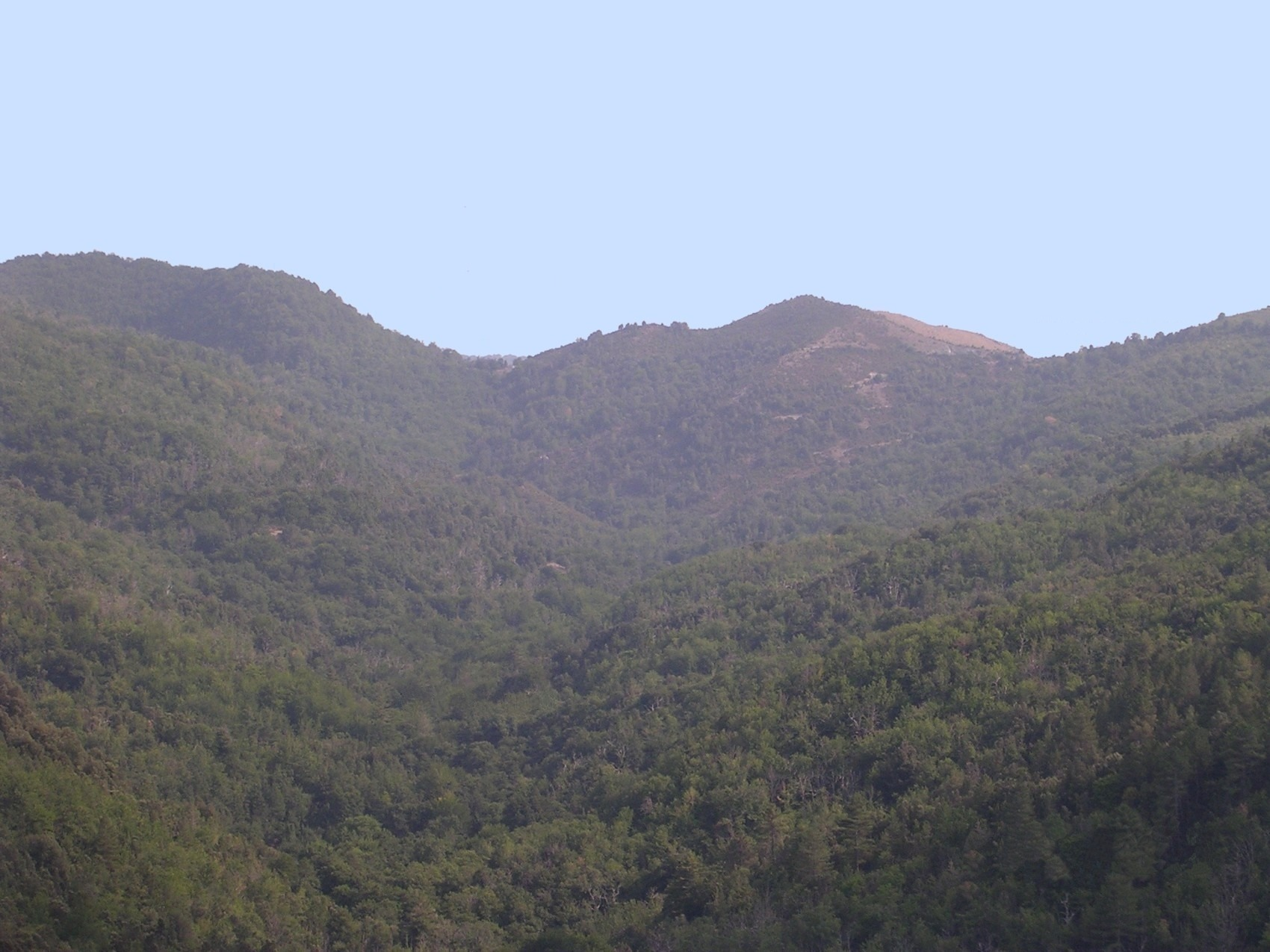
5. Site des Schippiate dans la haute vallée de la Ghjuvannina.

- E Schippiate (prononciation /eskipiadε/ )

Rocher gravé à la limite de la commune de Bustanicu (Bustanico), situé dans la haute vallée de A Ghjuvannina (voir photo 5). Il se trouve en bordure de la route D 15, qui relie Carticasi à Bustanicu en passant par le col de Chjatru. Le nom du lieu, mal transcrit sur diverses cartes (mentionnant parfois "scribbiate" pour rayées), est E Schippiate, signifiant Les Ecritures ou Les Ecrites. Ce nom représente une exceptionnelle survivance locale du corse médiéval et du toscan médiéval. Au pied du rocher, un abri sous roche existait autrefois, bien que presque entièrement détruit par le tracé de la route. Dans les années soixante-dix, lors de l'excavation réalisée par un bulldozer, un foyer appareillé a été mis au jour. Les gravures rupestres, également appelées schippiate (les écritures), ont subi une forte dégradation au cours des deux dernières décennies. Sur ce site particulier d'art rupestre, bordant la route et accessible facilement, il est préférable de ne pas marcher sur le rocher.
Par ailleurs, d'autres rochers gravés sont présents sur la commune, mais ils se trouvent dissimulés au cœur du maquis.

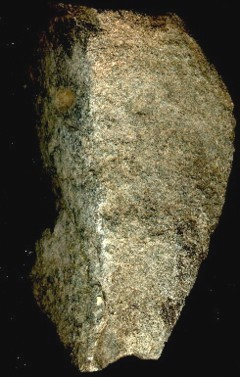
Venardina di E Schippiate, sculptée au dos d'une molette de grandes dimensions. On remarque les énigmatiques cornes (lunaires ?).

Une conservatrice exemplaire du patrimoine :
Les Schippiate étaient encore préservées il y a quelques décennies, grâce à la vigilance de sa propriétaire, Paghjuva Bariani (membre de la famille Didier Bariani).
Pour les visiteurs souhaitant admirer les gravures rupestres, une information utile est que la maison de Paghjuva (connue comme a Casa di e Schippiate, prononcée comme «a gaza dié skipiadai») est répertoriée sur les cartes sous l'appellation déformée «casa scribbiata» (les «gens de la ville» peuvent parfois négliger la préservation du langage reflétée dans la toponymie). Cette désignation exogène de la maison permet néanmoins de localiser le rocher.
Zia Paghjuva (prononciation /tziaba: juwa/) avait exprimé le souhait d'être inhumée près des Schippiate, à la limite des communes, avec, "un pede in Bustanicu, è un pede in Carticasi" (un pied sur Bustanicu et un pied sur Carticasi). Cependant, son vœu n'a pas été exaucé. Ainsi, la présence des Schippiate dans la page wiki de Bustanicu et de Carticasi vise à rendre hommage à cette personne qui les a préservées. Dans les années soixante, en tant que conservatrice exemplaire, elle a contribué à maintenir en bon état le trésor rupestre, situé en bordure du chemin muletier et bien connu des voyageurs faisant halte à la source (Funtana di Paghjuva).
Venardina di E Schippiate (prononciation /bénærdi: na dieskipia: dε/ )
Sapie schippià, un sapemu leghje. 
I to ochji un sò spenti, corci cechi chi noi simu !
Petite vénus des Schippiate, tu savais écrire … nous ne savons pas lire.
Tes yeux ne sont pas éteints …c’est nous qui sommes aveugles !
- Oppidum A Marza (/amærtza/), en limite des communes de Carticasi et de Bustanicu. cf. Bustanicu
- Capella San Cervone, chapelle en ruine, non datée, à 1444 m d'altitude.

La Capella San Cervone se trouve à une altitude de 1434 m, située en limite des communes de Carticasi et de Rusiu, plutôt qu'au point culminant de la montagne (A punta, 1451 m, sommet réel non visible depuis Carticasi). Ce lieu, le véritable San Cervone, comprenant les ruines de la chapelle, représente le point le plus élevé de la commune de Carticasi vers l'Ouest et constitue le sommet apparent de la montagne, tel qu'observé précisément depuis Carticasi (cf. photo San Cervone). Il est évident que ce lieu, succédant à un sanctuaire païen, a été choisi en référence à l'oppidum de Carticasi.
Pour les randonneurs, le site de la Capella San Cervone offre le plus beau point de vue sur Carticasi, les Vallerustie, et le San Petrone. Cf. photo de Carticasi vue depuis San Cervone.

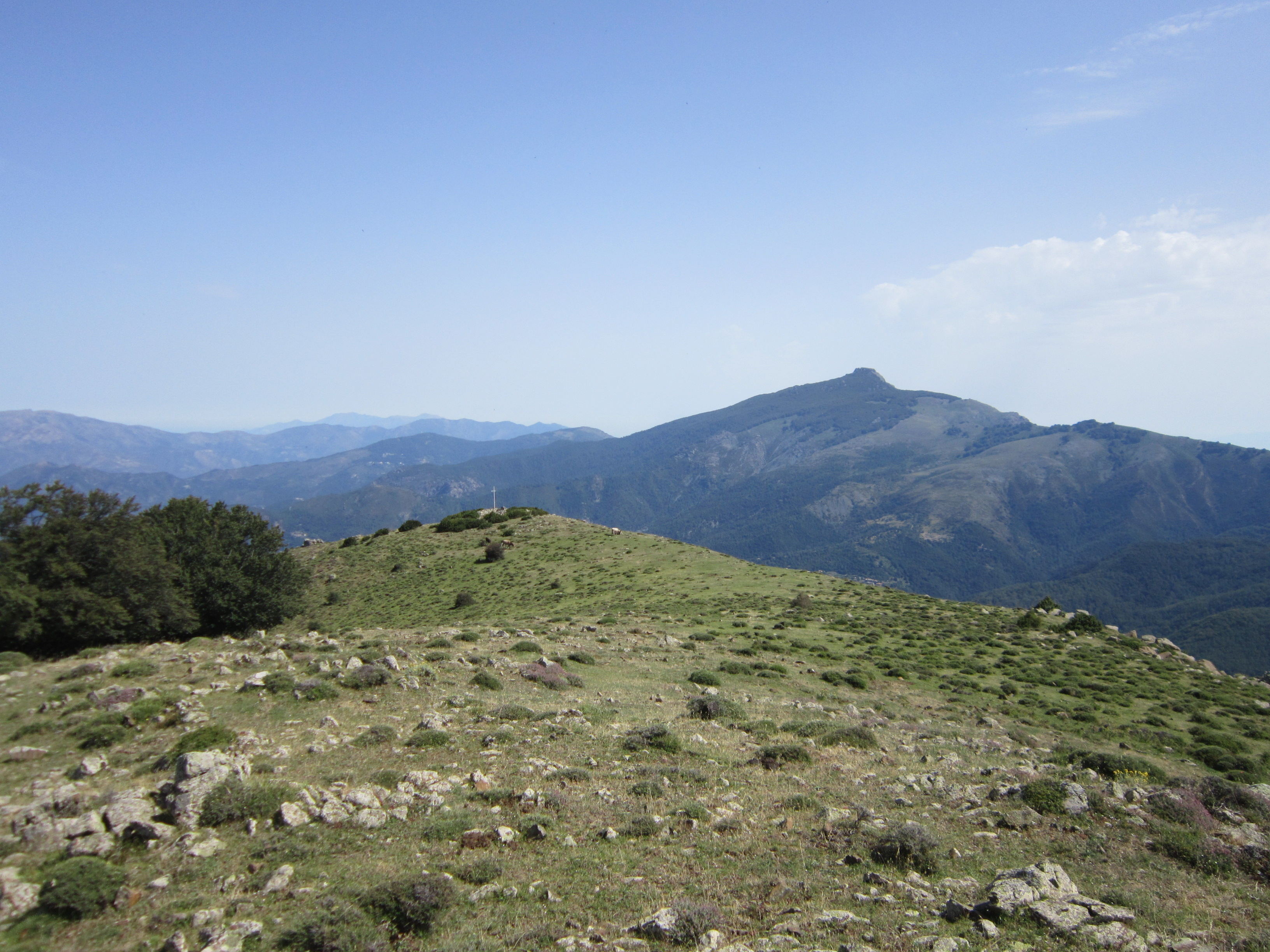
San cervone - vue de la chapelle du sommet.
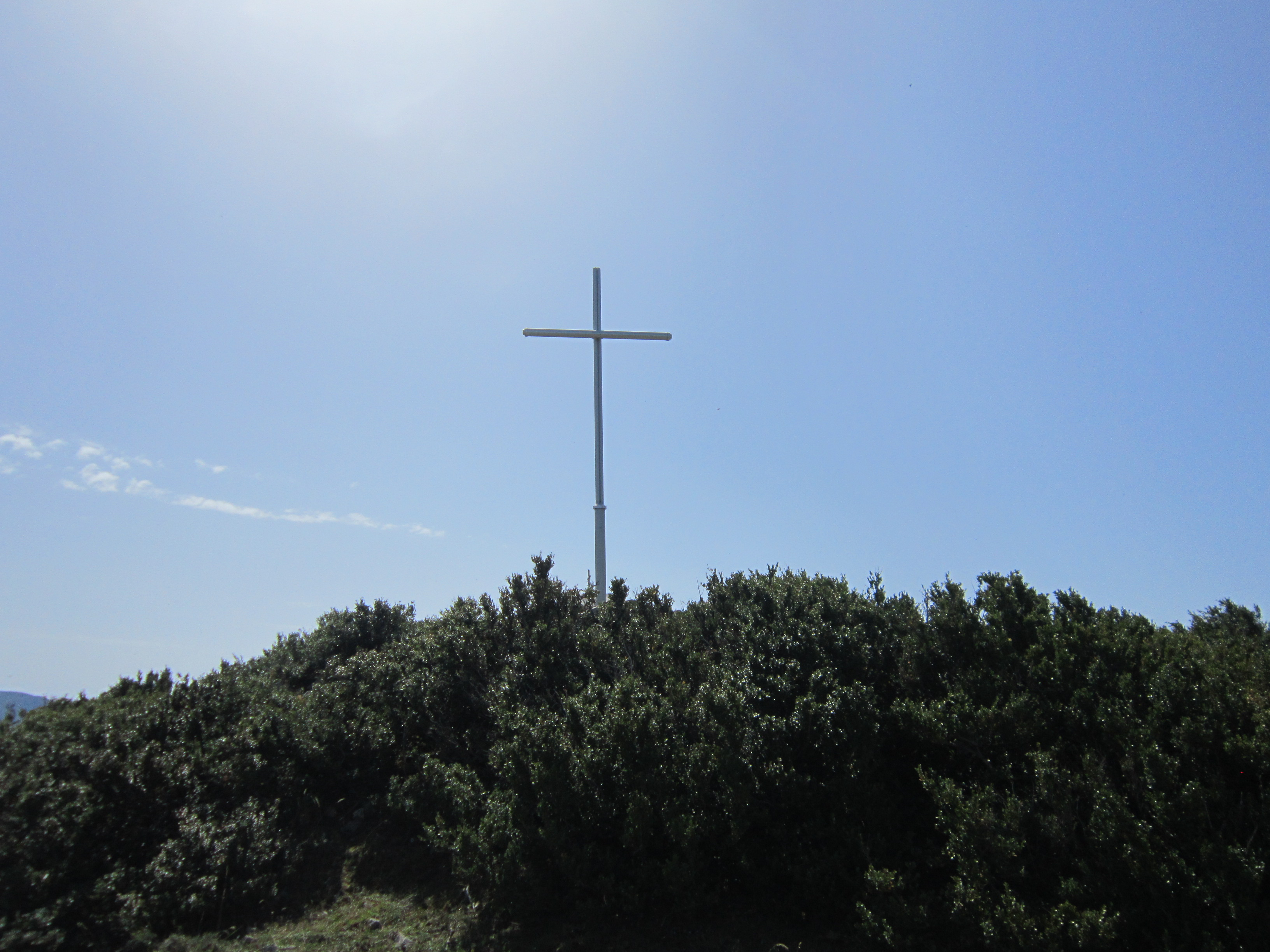
San cervone - vue de la croix dans la chapelle.
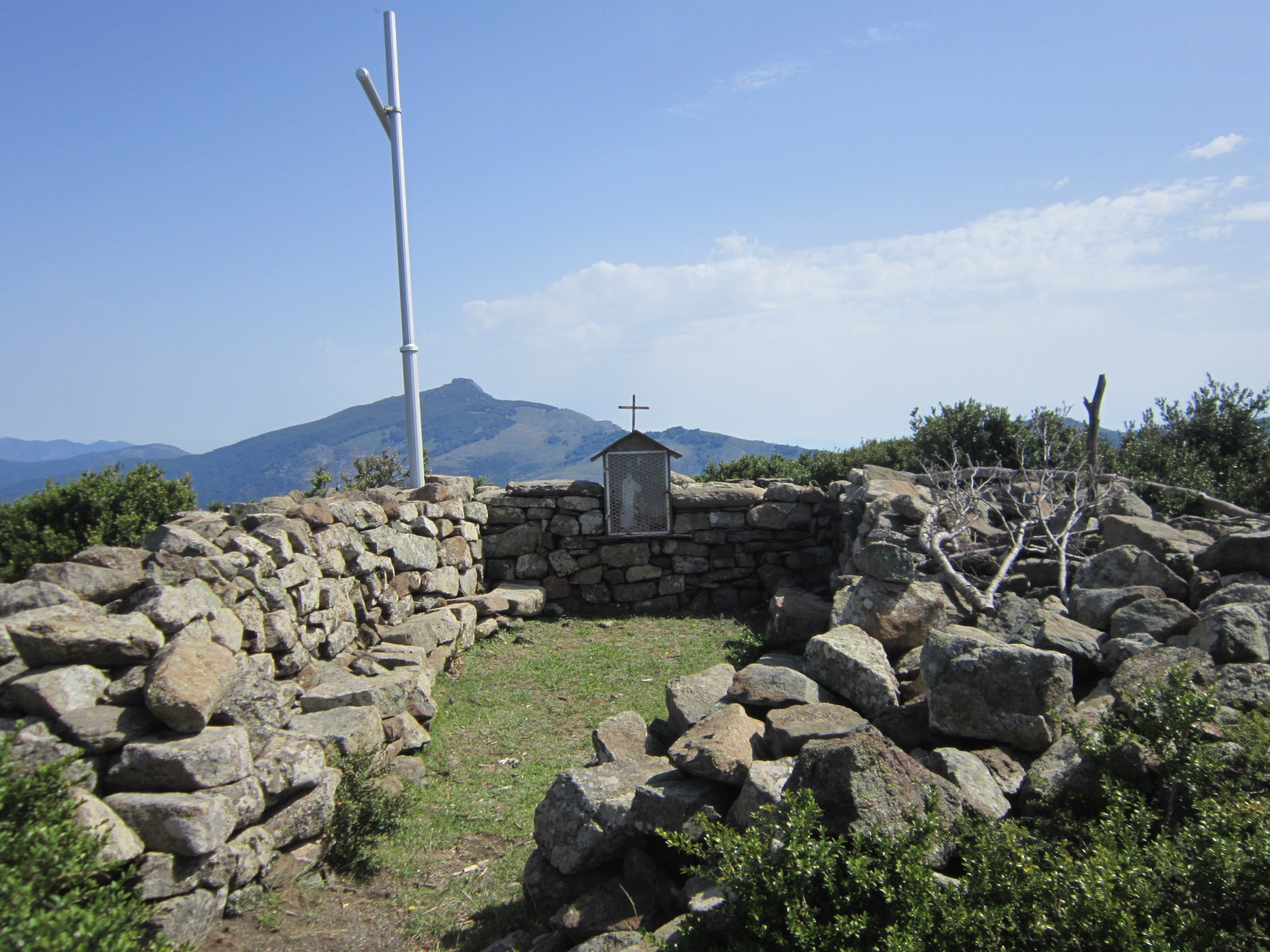
San cervone - vue des restes de la chapelle.
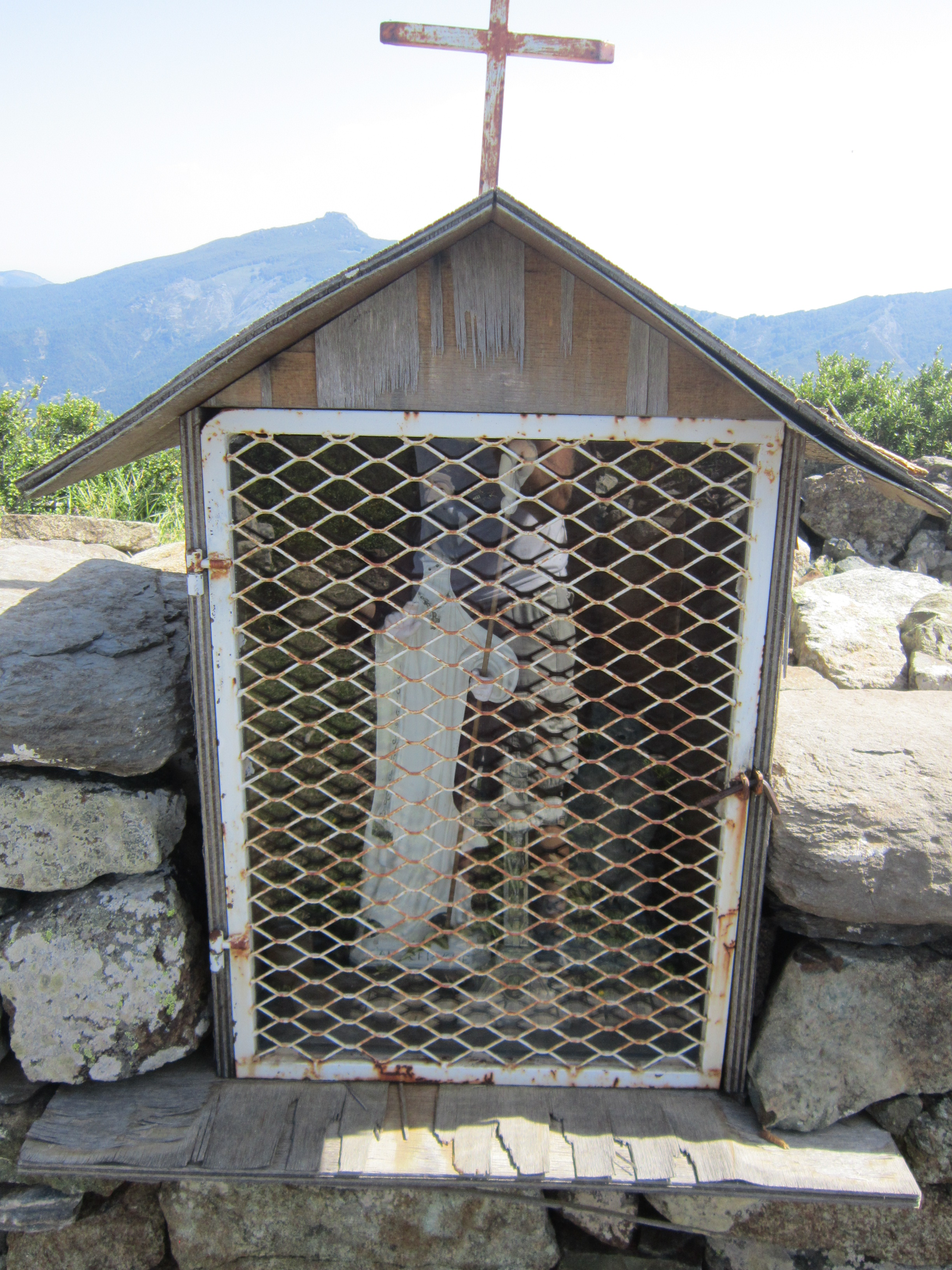
San cervone - détail de la statue.

- Arcu di l’Ursini[9].

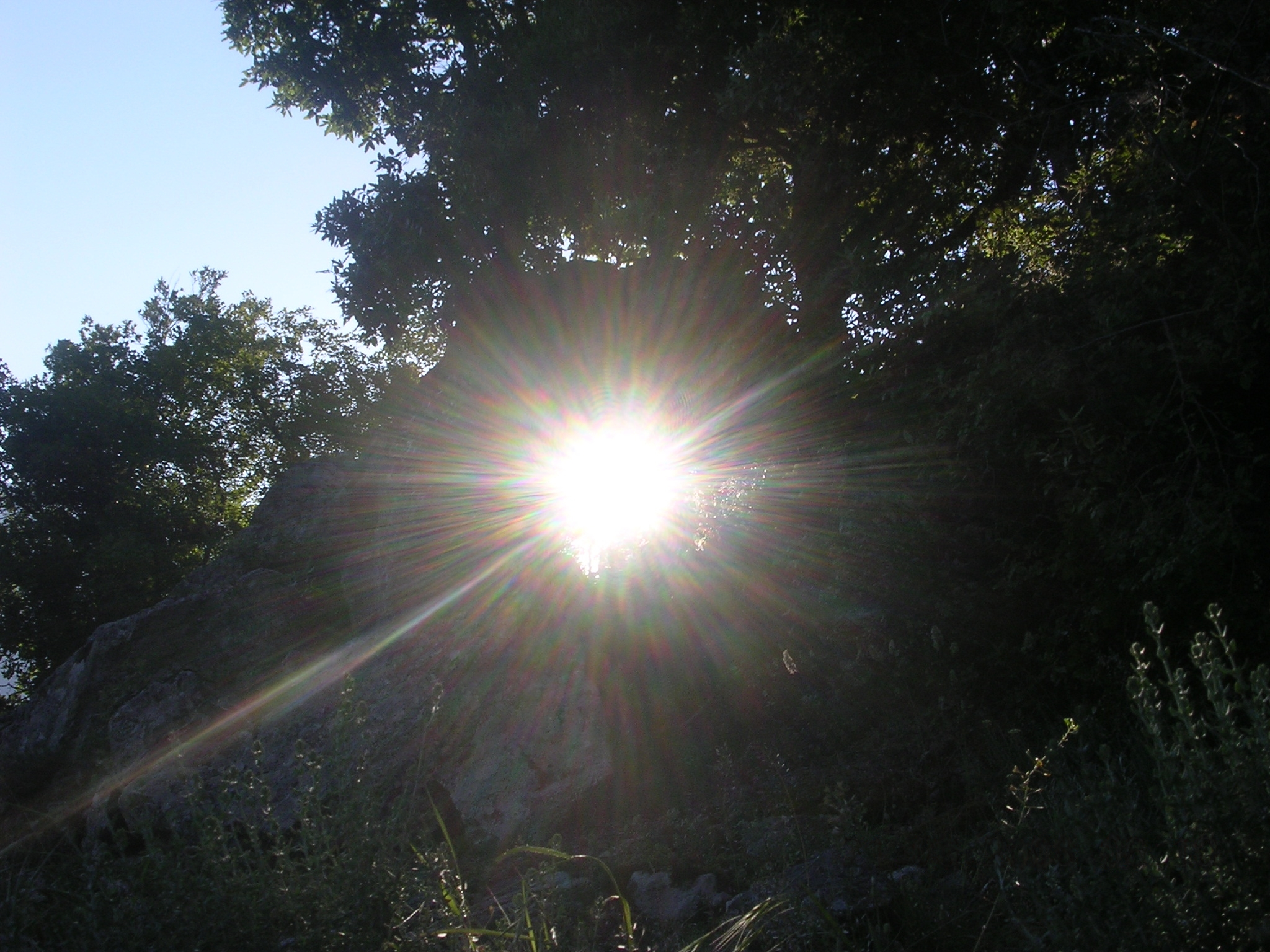
Solstice 2008 au cœur de l'Arcu di l'Ursini.

Le mégalithe est positionné de manière que le soleil puisse seulement pénétrer sous l’Arcu pendant la période du solstice d’été (hémisphère nord) (voir photos ci-dessous 4 et 5). Cependant, ce n'est pas la seule particularité.
Pendant trois jours, de la veille au lendemain du solstice, un spectacle remarquable se produit lorsque le soleil levant éclaire le site.
Le premier rayon, méticuleusement sculpté par les caractéristiques du lieu et l'aménagement des pierres, frappe la dalle horizontale (sous l’Arcu) sous la forme d'une fine ligne lumineuse qui suit l'alignement des entailles. Cela crée, pendant quelques minutes, une flèche lumineuse impressionnante pointant vers la crête montagneuse (A Serra d'Accia), indiquant l'endroit où le soleil est en train de se lever. Les relevés actuels dans cette direction spécifique, en corrélation avec les variations de l'inclinaison de l'écliptique, pourraient éventuellement contribuer à dater le site ou les entailles.

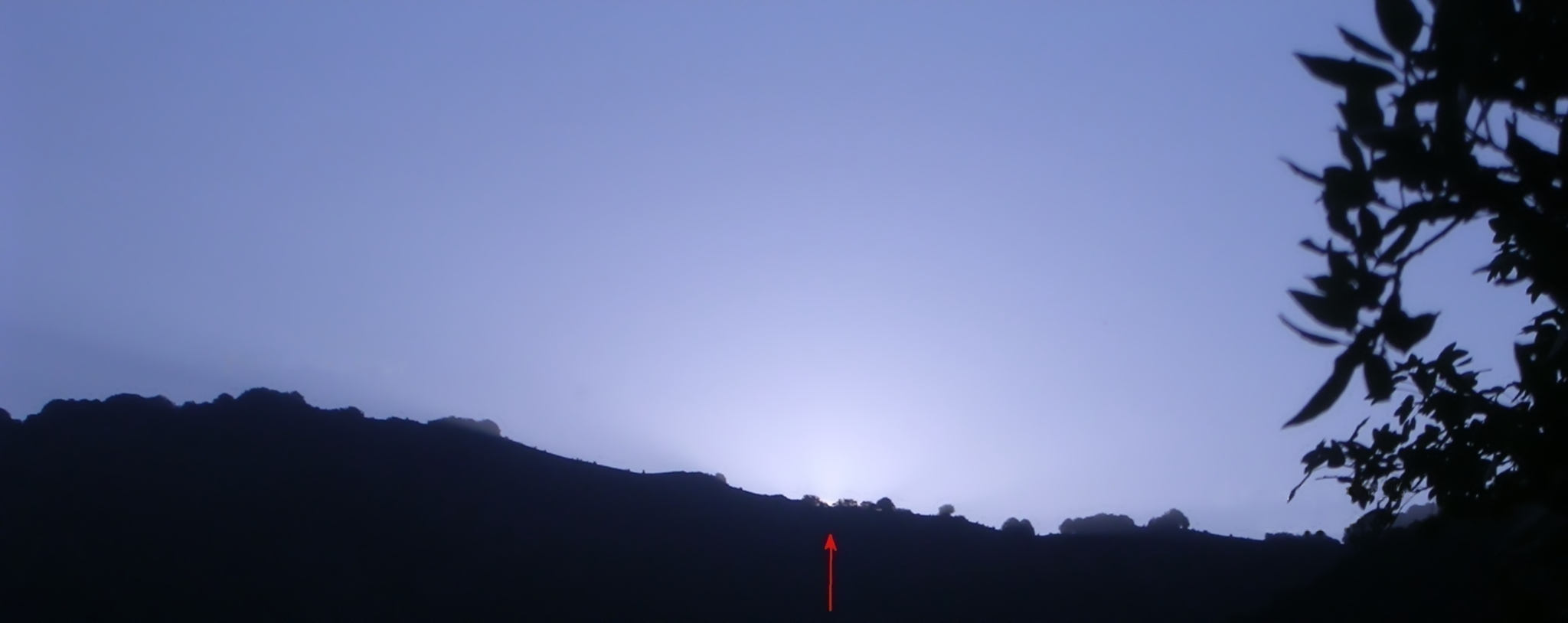
1. Lever solaire au solstice d'été (point visé par l’entaille de la dalle) sur le massif de San Petrone d’Accia.
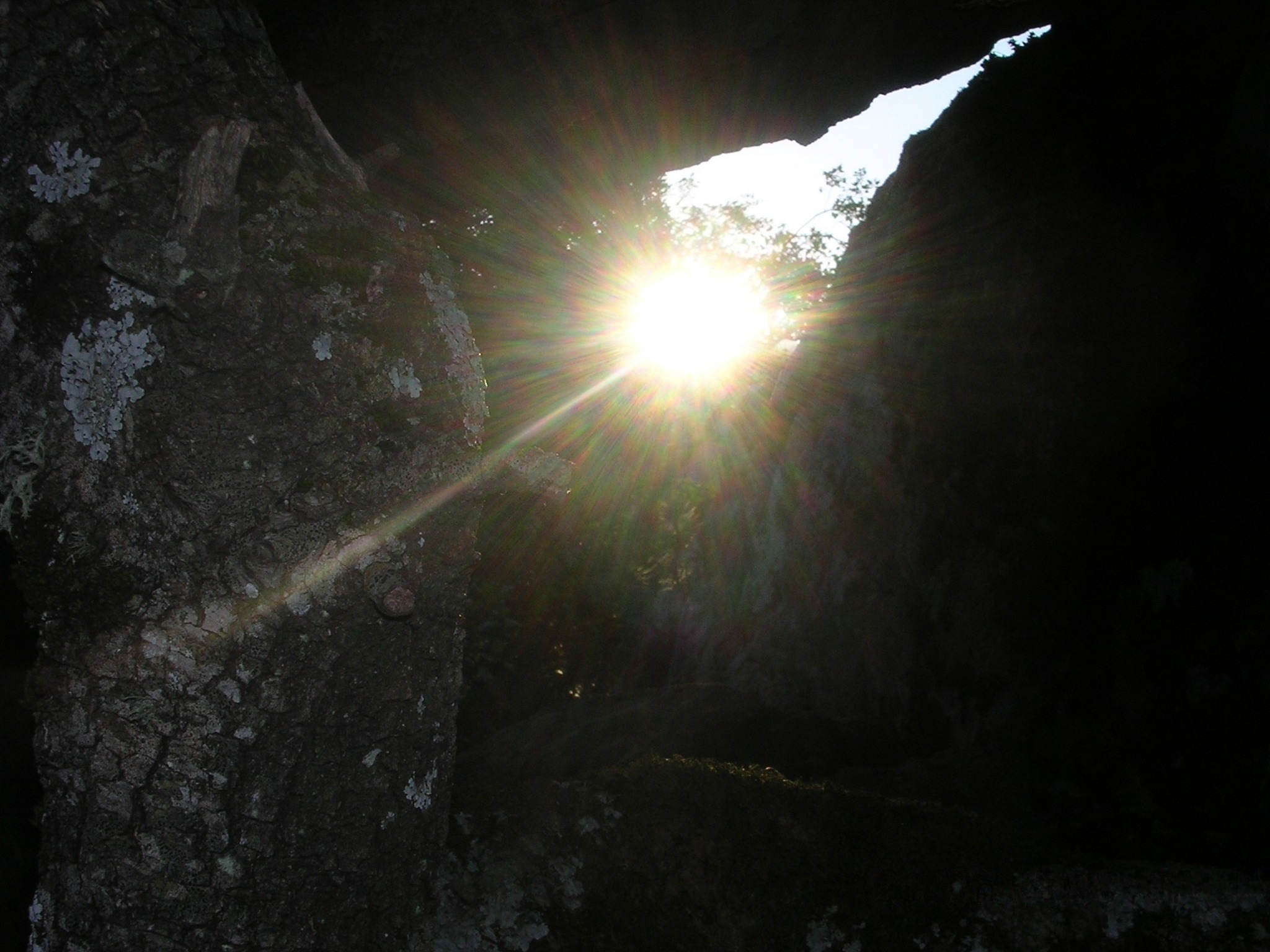
2. 6 h 44 (heure Fr. d’été), le premier rayon pénètre sous le mégalithe...
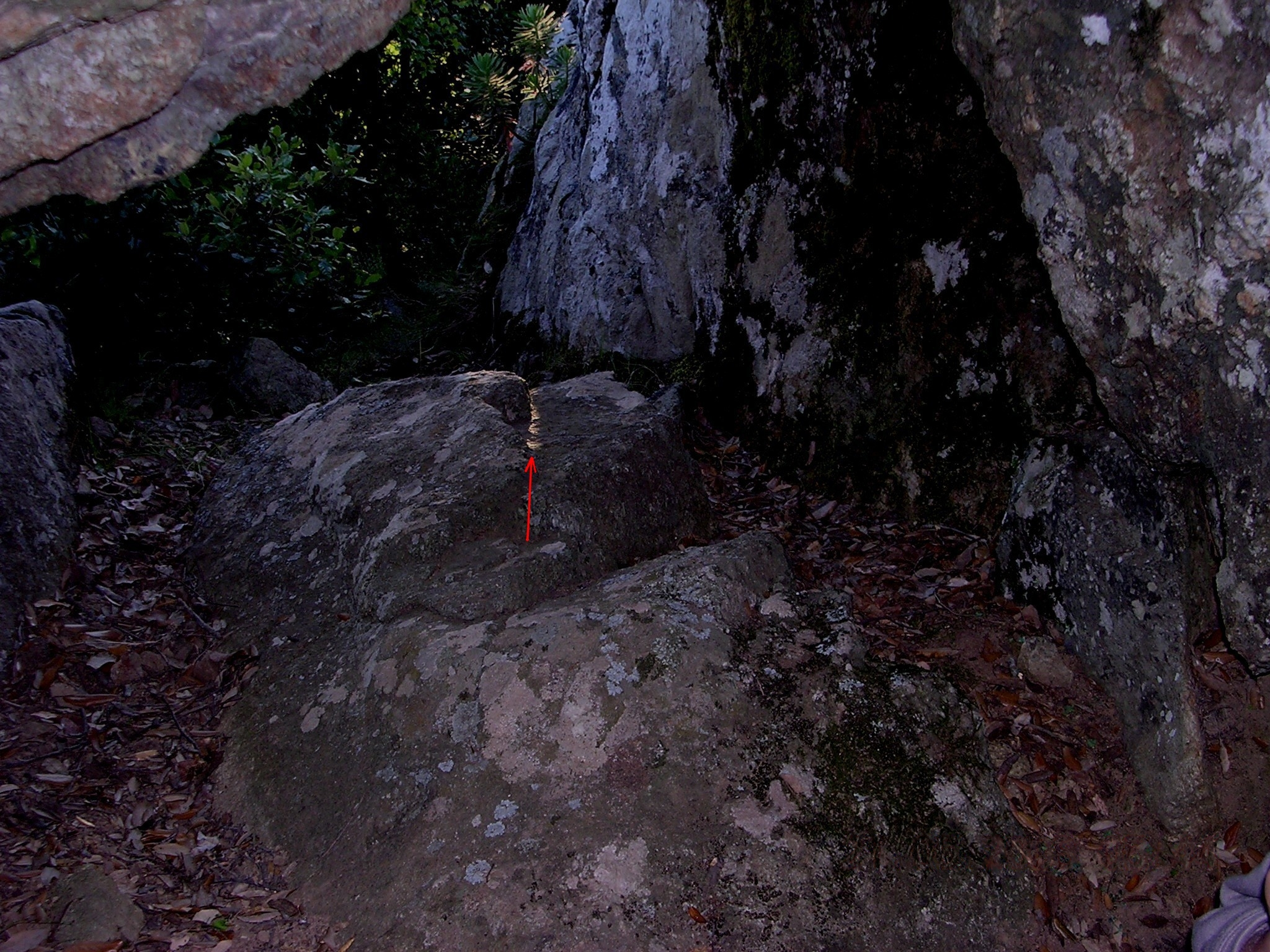
3. ... et y dessine une impressionnante flèche lumineuse..
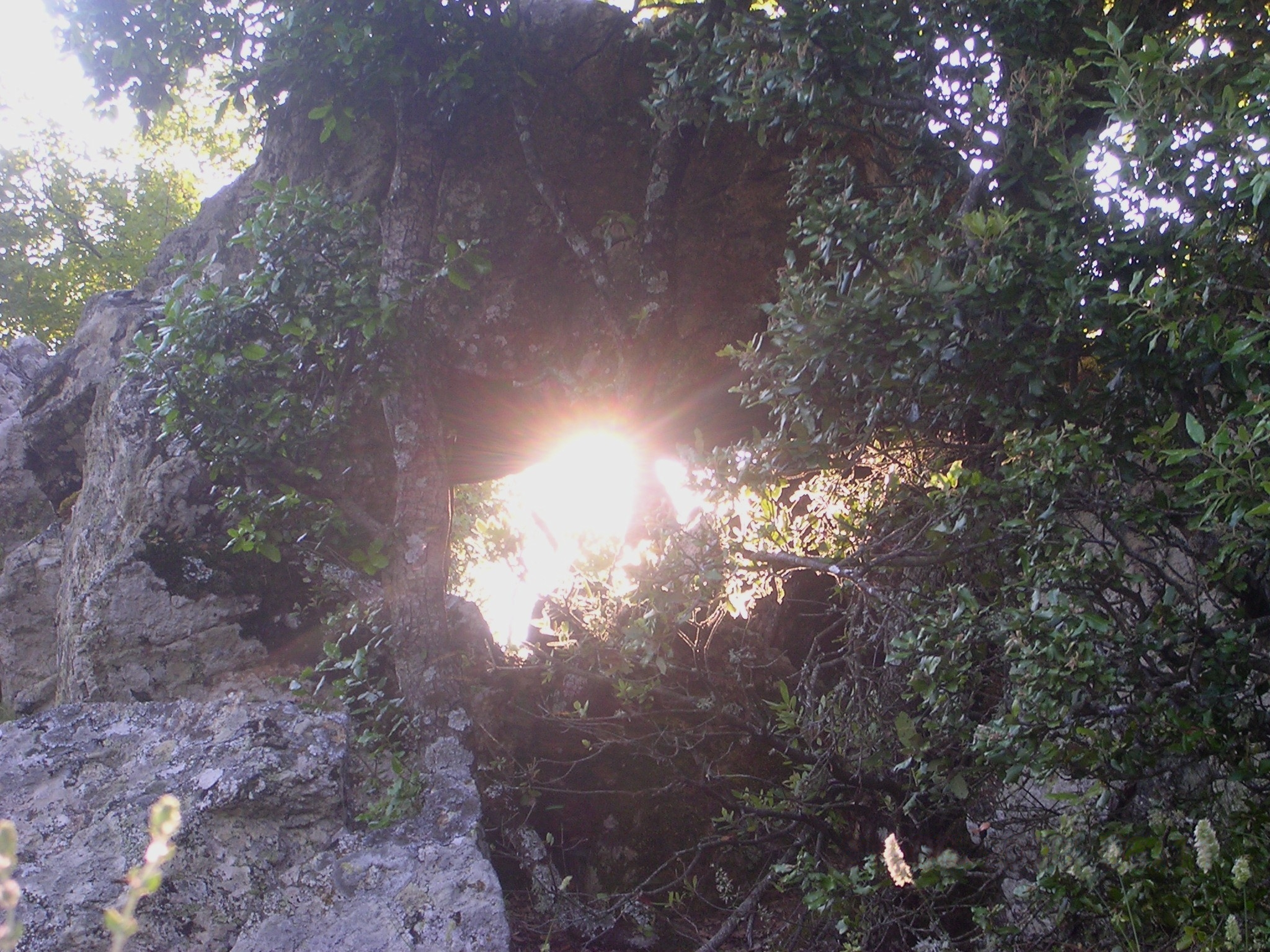
5. L'Arcu di l'Ursini illuminé au solstice d'été.
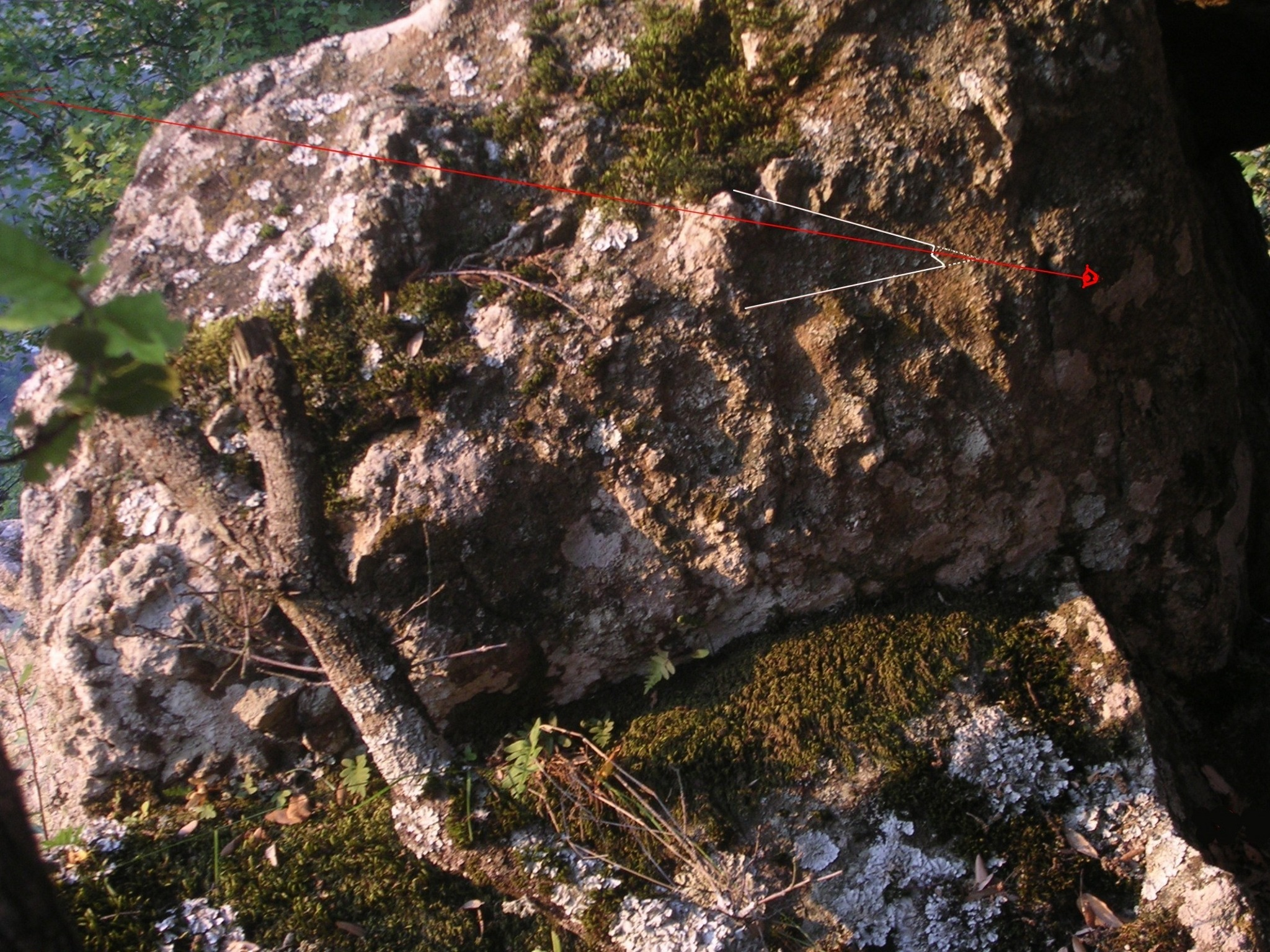
6. La veille, 20 h 47, une minute avant le coucher, l'ombre du ‘gnomon’.
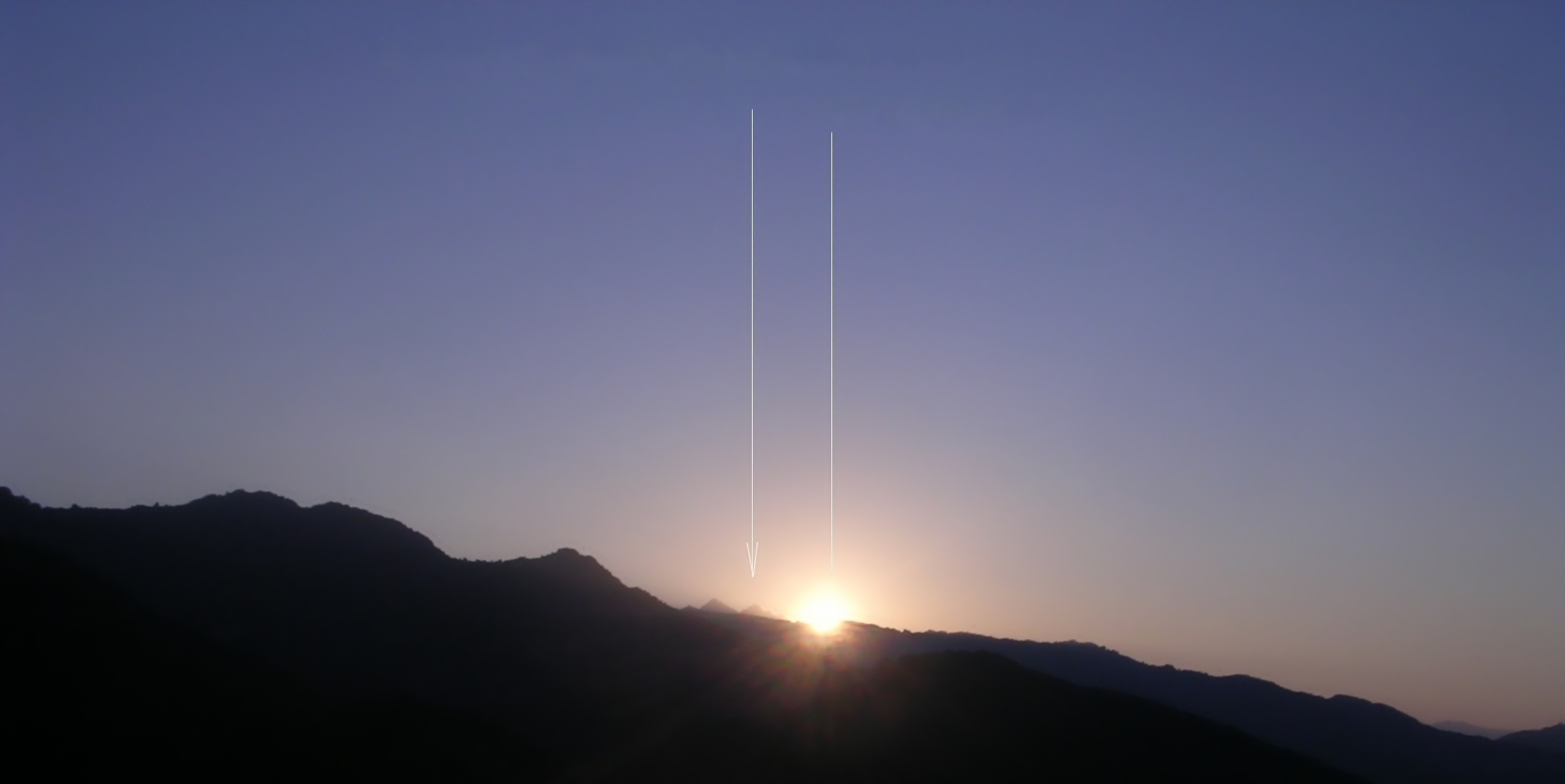
7. 20 h 48, le coucher du soleil.
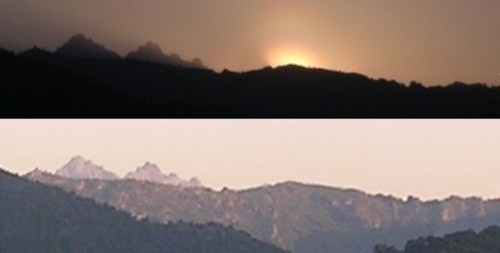
8. Capizzolu : point (visé par le ‘gnomon’) où le soleil se couche.

Photos 6, 7, 8 :
De manière tout aussi remarquable, le coucher de soleil pendant le solstice d’été offre un spectacle singulier. Un des montants du mégalithe, sculpté et marqué, présente une face oblique qui, éclairée par les derniers rayons du soleil, permet de viser la position du soleil couchant (celui-ci disparaît derrière le mont Capizzolu, point le plus septentrional atteint par le soleil sur la Serra, une crête montagneuse. Cf. photos 7, 8). Sur la sixième photographie, prise le 20 juin à 20 h 47 (heure française d'été), soit une minute avant que le soleil ne disparaisse, l'aspérité principale (nommée gnomon par commodité et sans intention de froisser les "archéoastronomo-sceptiques") projette son ombre dans une zone décaissée. Il est à noter que ce phénomène ne peut se produire que lorsque le soleil, progressant sur la Serra de Lanu, atteint le mont Capizzolu (cf. photos 7, 8).

## Politique et administration
| Période                                  | Période  | Identité     | Étiquette | Qualité  |
| ---------------------------------------- | -------- | ------------ | --------- | -------- |
| 1945                                     | 1983     | Bono Renucci |           |          |
| 1983                                     | En cours | Jean Renucci | PRG       | Retraité |
| Les données manquantes sont à compléter. |          |              |           |          |

## Démographie
L'évolution du nombre d'habitants est connue à travers les recensements de la population effectués dans la commune depuis 1800. Pour les communes de moins de 10 000 habitants, une enquête de recensement portant sur toute la population est réalisée tous les cinq ans, les populations de référence des années intermédiaires étant quant à elles estimées par interpolation ou extrapolation. Pour la commune, le premier recensement exhaustif entrant dans le cadre du nouveau dispositif a été réalisé en 2007.

En 2022, la commune comptait 25 habitants, en évolution de −13,79 % par rapport à 2016 (Haute-Corse : +5,15 %, France hors Mayotte : +2,11 %).
| 1800 | 1806 | 1821 | 1831 | 1836 | 1841 | 1846 | 1851 | 1856 |
| ---- | ---- | ---- | ---- | ---- | ---- | ---- | ---- | ---- |
| 182  | 225  | 226  | 285  | 297  | 316  | 306  | 331  | 361  |

| 1861 | 1866 | 1872 | 1876 | 1881 | 1886 | 1891 | 1896 | 1901 |
| ---- | ---- | ---- | ---- | ---- | ---- | ---- | ---- | ---- |
| 380  | 382  | 389  | 379  | 355  | 351  | 381  | 404  | 403  |

| 1906 | 1911 | 1921 | 1926 | 1931 | 1936 | 1946 | 1954 | 1962 |
| ---- | ---- | ---- | ---- | ---- | ---- | ---- | ---- | ---- |
| 409  | 417  | 407  | 418  | 381  | 356  | 205  | 234  | 92   |

| 1968 | 1975 | 1982 | 1990 | 1999 | 2006 | 2007 | 2012 | 2017 |
| ---- | ---- | ---- | ---- | ---- | ---- | ---- | ---- | ---- |
| 68   | 55   | 21   | 18   | 26   | 30   | 30   | 35   | 27   |

| 2022 | - | - | - | - | - | - | - | - |
| ---- | - | - | - | - | - | - | - | - |
| 25   | - | - | - | - | - | - | - | - |

## Culture locale et patrimoine

### Lieux et monuments
- Église de l'Annonciation de Carticasi

### Personnalités liées à la commune
- Pierre Albertini, maire de Rouen (2001–2008), député de la Seine-Maritime (1993–2007) ;
- Didier Bariani, secrétaire d'État aux Affaires étrangères (1986–1988), maire du 20e arrondissement de Paris (1983–1995) ;
- Stephane Piobetta, compagnon de la Libération ;
- Sébastien Terramorsi, ancien combattant de 14–18, commissaire divisionnaire à Orléans, héros de la Résistance en 39–45 (volontaire des corps franc Vengeance), mort en déportation à Mauthausen le 4 août 1944 ;
- Camille Cayol, commissaire principal de la police judiciaire de Constantine, et son épouse Simone née Luciani, professeure au lycée de Constantine, tous deux assassinés par les fellaga le 4 mars 1959.

### Héraldique
| Blason de Carticasi | Blason  | D'azur à une pile écimée d'argent, chargée en cœur d'une aiglette de sable, accompagnée en chef d'une rose du second, elle-même accompagnée de deux vols affrontés du même, à la pointe de sinople chargée de trois cailloux mal ordonnés du second. |
| Blason de Carticasi | Détails | Le statut officiel du blason reste à déterminer. |
| Blason de Carticasi | Alias   | Coupé en chevron : au 1er d'argent à l'aiglette de sable, au 2e de sinople à trois cailloux mal ordonnés d'argent, chapé brisé en chef d'azur à la rose d'argent accostée de deux demi-vols affrontés du même.                                       |